# レット・ザ・グッド・タイムス・ロール (ルイ・ジョーダンの曲)
「レット・ザ・グッド・タイムス・ロール (Let the Good Times Roll)」は、ルイ・ジョーダンと彼のティンパニ・ファイブが1946年に録音したジャンプ・ブルースの楽曲。
ミッド・テンポの12小節ブルースであるこの曲は、ブルースのスタンダード曲、ジョーダンの代表曲のひとつとなった。

## ルイ・ジョーダンのオリジナル
「レット・ザ・グッド・タイムス・ロール」は、「ルイ・ジョーダンがパーティーにおいでと煽るように呼びかける曲」である。
この曲を書いたのは、ニューオーリンズ生まれのブルース歌手、ソングライターであったサム・シアードだが、共作者として、ジョーダンの妻だったフリーシー・ムーア (Fleecie Moore) の名がクレジットされている。これは、作品の公表に関する契約上の面倒を回避するために、ジョーダンがしばしば行なっていた便法で、彼女は生涯に一度も実際に歌詞を書いたことはなかったのだが、後にジョーダンとフリーシーがけんか別れで離婚することになると、彼女は自分の名がクレジットされた曲について、権利を盾に、そこから上がる収入をジョーダンにいっさい渡さなかった。ジョーダンとティンパニ・ファイブは、1947年の映画『Reet, Petite, and Gone』の中でこの曲を演奏したが、サウンドトラックに用いられた演奏は、ライブ演奏ではなく、スタジオ録音が用いられた。

### チャートと評判
「レット・ザ・グッド・タイムス・ロール」は、1947年に『ビルボード』誌のR&Bチャートで最高2位まで上昇した。この曲は、1947年最大のR&Bヒットだった「エイント・ノーバディ・ヒア・バット・アス・チキンズ (Ain't Nobody Here but Us Chickens)」のB面曲だったが、2曲とも半年近くチャートに留まった。「レット・ザ・グッド・タイムス・ロール」は、2009年にグラミーの殿堂入りを果たし、2013年には「ブルース録音の古典 - シングルないしアルバム収録曲」部門で、ブルース財団の殿堂入りも果たした。

## 他のバージョン
「レット・ザ・グッド・タイムス・ロール」は以下に挙げたバージョンを含め、数多くのアーティストたちによって演奏されている。B.B.キングは、スタジオ、ライブ双方で何回もこの曲を録音しており、ボビー・ブランドやトニー・ベネットと共演したバージョンもある。また、この曲は、1992年に公開されたルイ・ジョーダンを主題としたミュージカル・レビュー『Five Guys Named Moe』や、1980年の映画『ブルース・ブラザース』の中でも取り上げられた。
| 年     | アーティスト名                                                                                         | 収録アルバム                                 |
| ------ | --- | -------------------------------------------- |
| 1959年 | レイ・チャールズ                                                                                       | 『The Genius of Ray Charles』                |
| 1960年 | サム・バテラ＆ザ・サイレント・ウィットネス (the Silent Witnesses)                                      | 『The Wildest Clan』                         |
| 1964年 | ジョージィ・フェイム&ザ・ブルー・フレイムズ (the Blue Flames)                                          | 『Rhythm and Blues at the Flamingo』         |
| 1969年 | リトル・ジュニア・パーカー                                                                             | 『"Blues Man"』                              |
| 1975年 | マディ・ウォーターズ                                                                                   | 『Muddy Waters Woodstock Album』             |
| 1978年 | ココ・テイラー                                                                                         | 『The Earthshaker』                          |
| 1982年 | クリフトン・シェニエと彼のレッド・ホット・ルイジアナ・バンド (His Red Hot Louisiana Band)              | 『Live at the San Francisco Blues Festival』 |
| 1995年 | クインシー・ジョーンズ（スティーヴィー・ワンダー、ボノ、レイ・チャールズ                               | 『Q's Jook Joint』                           |
| 1998年 | リック・デリンジャー                                                                                   | 『Blues Deluxe』                             |
| 2003年 | ジョニー・マティスとゴードン・グッドウィン (Gordon Goodwin) のビッグ・ファット・バンド (Big Phat Band) | 『XXL』                                      |
| 2009年 | バックウィート・ザディコとイル・ソン・パティー・バンド (Ils Sont Partis Band)                          | 『Let the Good Times Roll』(1992年録音)      |
| 2011年 | リンダ・カーター                                                                                       | 『Crazy Little Things』                      |

## 同名異曲
この曲には、同名異曲があり、注意を要する。
- レット・ザ・グッド・タイムス・ロール (シャーリー・アンド・リーの曲) - 1956年の楽曲
- アール・キングの楽曲「Come On」の別名